# Dekanat Drezdenko
Dekanat Drezdenko – jeden z 30 dekanatów należący do diecezji zielonogórsko-gorzowskiej, metropolii szczecińsko-kamieńskiej, Kościoła rzymskokatolickiego w Polsce.

## Władze dekanatu
- Dziekan: ks. kan. Tadeusz Wołoszyn ( od 25.05.2024 r.)
- Wicedziekan:  ks. Zdzisław Palus CRL
- Dekanalny ojciec duchowny: ks. Stanisław Nalbach CRL
- Dekanalny duszpasterz młodzieży i powołań: ks. Tomasz Szymaszka CRL (od 6.09.2023)[1]

## Parafie
- Drezdenko – Parafia pw. Najświętszego Serca Pana Jezusa

Drezdenko  – Kościół filialny pw. Matki Bożej Różańcowej
Lubiewo – Kościół filialny pw. Matki Bożej Szkaplerznej
Drezdenko – Kaplica  w Szpitalu Miejskim
Drezdenko – Kaplica  zakonna Księży Kanoników Regul. Laterańskich
Stare Bielice – Kaplica  św. Józefa
- Drezdenko – pw. Przemienienia Pańskiego

Drezdenko – Kaplica  w Szpitalu Miejskim
- Niegosław – Parafia pw. św. Jana Kantego

Chełst – Kościół filialny pw. Matki Bożej Królowej Polski
Karwin – Kościół filialny pw. Podwyższenia Krzyża św.
Niegosław – Kaplica  zakonna ss. Albertynek
- Rąpin – Parafia pw. Nawiedzenia Najświętszej Maryi Panny

Grotów – Kościół filialny pw. Matki Bożej Królowej Polski
Lubiatów – Kościół filialny pw. św. Józefa
Rąpin – Kaplica   na plebanii
- Stare Kurowo – Parafia pw. św. Apostołów Piotra i Pawła

Błotnica – Kościół filialny pw. Narodzenia Najświętszej Maryi Panny
Głęboczek – Kościół filialny pw. św. Barbary
Łącznica – Kościół filialny pw. Narodzenia Najświętszej Maryi Panny
Łęgowo – Kościół filialny pw. Matki Bożej Szkaplerznej
Nowe Kurowo – Kościół filialny pw. Matki Bożej Szkaplerznej
Pławin – Kościół filialny pw. św. Józefa
Nowe Kurowo – Kaplica    zakonna
- Trzebicz  – Parafia pw. Najświętszego Serca Pana Jezusa

Gościm – Kościół filialny pw. Niepokalanego Poczęcia Najświętszej Maryi Panny
Przynotecko – Kościół filialny pw. Matki Bożej Częstochowskiej